# Dschankoj

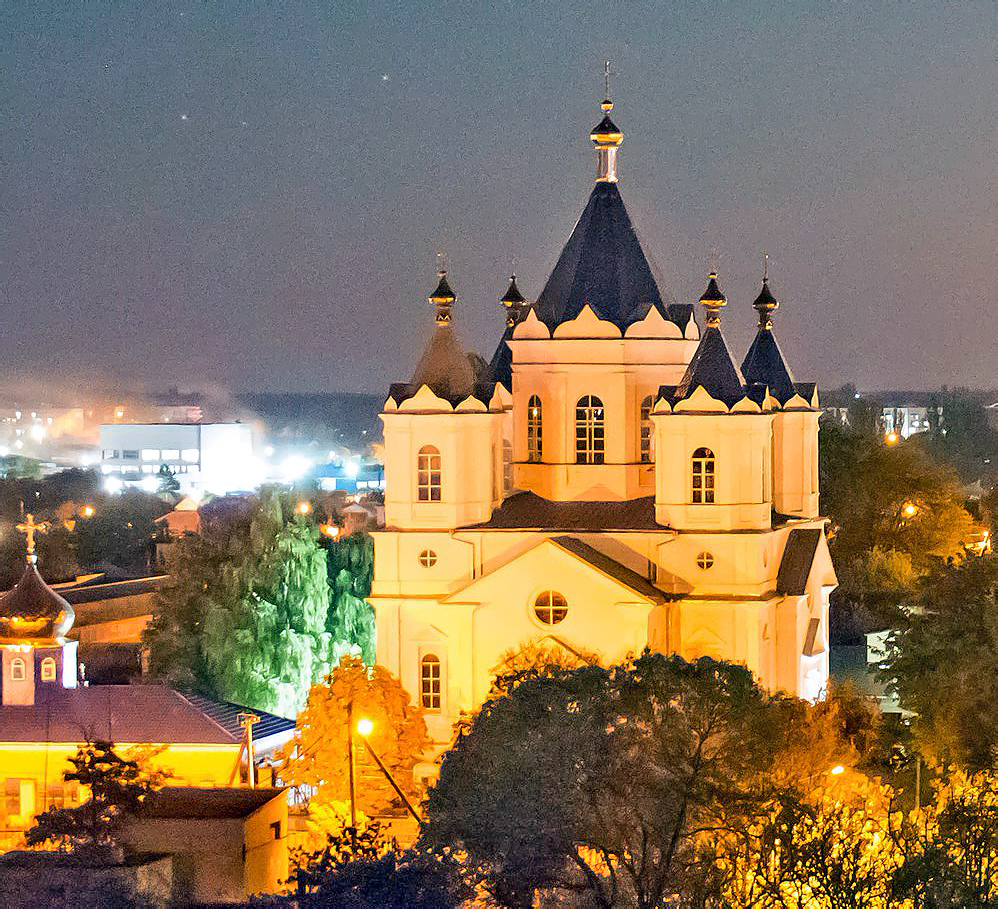
Dschankoj-Kathedrale zu Ehren der Fürsprache der Allerheiligsten Theotokos 2017

Dschankoj [d͡ʒaŋˈkɔj] (ukrainisch und russisch Джанкой, krimtatarisch Canköy) ist eine Stadt unter Direktverwaltung in der Autonomen Republik Krim. Sie ist Sitz der Rajonsverwaltung des gleichnamigen Rajons Dschankoj, allerdings selbst kein Teil desselben.

## Geographie
Dschankoj liegt im Norden der Halbinsel Krim, in der Nähe des Nord-Krim-Kanals. Die Stadt liegt 96 km nördlich von Simferopol.

## Bevölkerung
Dschankoj hat eine Einwohnerzahl von 40.542 (2005).
| Jahr      | 1970   | 1991   | 2001   | 2005   |
| --------- | ------ | ------ | ------ | ------ |
| Einwohner | 43.000 | 54.500 | 43.343 | 40.542 |

Im zugehörigen Rajon Dschankoj wohnen etwa 82.000 Menschen.
Zusammensetzung der Bevölkerung nach den Angaben der Volkszählung 2001:
- Russen – 59,8 %
- Ukrainer – 25,9 %
- Krimtataren – 8,1 %
- Weißrussen – 1,5 %
- Polen – 0,3 %
- Moldawier – 0,3 %.[1]

## Geschichte
Dschankoj wurde erstmals im Jahr 1855 erwähnt. Damals siedelten viele deutsche Kolonisten in dieser Gegend. Mit dem Bau der Bahnstrecke nach Feodossija nahm die Stadt einen Aufschwung. Im Russischen Reich gehörte Dschankoj zum Gouvernement Taurien, das bis Oktober 1921 bestand. Nach der Oktoberrevolution war Dschankoj Teil der ASSR der Krim innerhalb der Russischen SFSR. 1926 erhielt der Ort die Stadtrechte.
Durch Beschluss des Obersten Sowjets der UdSSR aus Anlass des 300. Jahrestags des Vertrags von Perejaslaw wurde Dschankoj zusammen mit der Oblast Krim am 26. April 1954 an die Ukrainische Sozialistische Sowjetrepublik angeschlossen. Seit 1991 ist Dschankoj Teil der unabhängigen Ukraine.
Seit dem international nicht anerkannten Anschluss der Halbinsel Krim an Russland im März 2014 gehört Dschankoj de facto zum Föderationssubjekt Republik Krim im Föderationskreis Südrussland der Russischen Föderation. De jure ist Dschankoj nach der administrativ-territorialen Gliederung der Ukraine Teil der Autonomen Republik Krim, die zu den durch Russland besetzten Gebieten gehört.

## Wirtschaft
Wichtige Wirtschaftszweige der Stadt sind Maschinenbau, Betonproduktion und Nahrungsmittelindustrie (Milch, Wein, Fleisch). Dschankoj ist ein Verkehrsknotenpunkt.

## Söhne und Töchter der Stadt
- Anton Choljasnykow (* 1986), Ruderer[5]
- Feodor Fedorenko (1907–1987), Kriegsverbrecher in Treblinka
- Witalij Kondrut (* 1984), Radsportler
- Redwan Memeschew (* 1993), Fußballspieler[6]
- Oleksandr Mytrofanow (* 1977), Fußballspieler